# Дружба (Усть-Калманский район)
Дру́жба — посёлок в Усть-Калманском районе Алтайского края России. Входит в состав Чарышского сельсовета.

## География
Посёлок находится возле искусственного водохранилища на реке Журавлиха.
Климат
Климат резко континентальный, соответствует умеренно теплой климатической зоне. В январе средняя температура атмосферы – минус 17,7°C, в июле – плюс 19,8°C. Период без морозов составляет 120-130 дней в году. Годовое количество солнечных дней 250-260.
Годовое количество осадков в западной части 350-450 мм, в восточной – 500-600 мм. Господствующие ветры юго-западные . 
Расстояние до
- районного центра Усть-Калманка 13 км.
- областного центра Барнаул 128 км.

Уличная сеть
В селе 2 улицы: Новая и Центральная.
Ближайшие села
Усть-Журавлиха 6 км, Отдалённый 6 км, Новый Чарыш 8 км, Нижняя Гусиха 8 км, Чарышское 9 км, Степной 11 км, Красноярка 11 км, Усть-Калманка 13 км, Приозёрный 15 км, Романово 20 км. 

## Население
| 1997 | 1998 | 1999 | 2000 | 2001 | 2002 | 2003 |
| ---- | ---- | ---- | ---- | ---- | ---- | ---- |
| 150  | ↗152 | ↘147 | ↗157 | ↘155 | ↗171 | ↗172 |
| 2004 | 2005 | 2006 | 2007 | 2008 | 2009 | 2010 |
| ↘169 | ↘136 | ↗140 | ↘138 | ↗140 | ↘139 | ↘97  |
| 2011 | 2012 | 2013 |      |      |      |      |
| ↘95  | ↘92  | ↗96  |      |      |      |      |

## Инфраструктура
МОУ Дружбинская начальная общеобразовательная школа, ФАП и магазин. Почтовое отделение, обслуживающее жителей посёлка Дружба, находится в административном центре - селе Чарышское.